# Alberto Augusto
Alberto João Augusto (Lisboa, 31 de julho de 1898 — 20 de janeiro de 1973) foi um futebolista português que jogava na posição de avançado. Mais conhecido por "Batatinha", notabilizou-se ao serviço do Benfica, do Sporting de Braga e da Seleção Portuguesa de Futebol.
Foi o marcador do golo n.º 1 da Seleção nacional portuguesa, ao marcar à Espanha no primeiro jogo da Seleção Portuguesa de Futebol, realizado em Madrid no dia 18 de dezembro de 1921.

## Carreira

### Jogador
Ingressou no Benfica em 1917, estreando na equipe principal em 1918 e rapidamente tornou-se titular, formando uma célebre dupla ofensiva com o irmão, Artur Augusto. Permaneceu no clube por sete anos, onde conquistou dois Campeonatos de Lisboa, foi artilheiro em três temporadas e marcou gols decisivos, sendo figura importante na popularização do futebol e no crescimento do próprio clube lisboeta.
Seu desempenho o levou a ser convocado para a primeira partida oficial da Seleção Portuguesa de Futebol, realizada em 18 de dezembro de 1921, contra a Espanha, em Madri. Na ocasião, Alberto Augusto marcou, de pênalti, o primeiro gol da história da seleção portuguesa, embora a equipe tenha sido derrotada por 3 a 1. Alberto Augusto realizou quatro jogos pela Seleção.
Jogou ainda por clubes como SC Braga, Salgueiros, SC Rio Tinto e fez carreira internacional no America-RJ e no Santos FC, sendo considerado o primeiro futebolista português a jogar profissionalmente no exterior.

### Treinador
A partir de 1935, assumiu o cargo de treinador-jogador do Vitória SC, onde conquistou diversos Campeonatos Distritais, venceu o Campeonato do Minho e estreou no Campeonato Nacional da 1ª Divisão na temporada 1941/42, além de chegar à final da Taça de Portugal nesse mesmo ano. Alberto Augusto permaneceu ligado ao Vitória SC até 1945.
Após sua passagem por Guimarães, continuou treinando outras equipes portuguesas, incluindo SC Braga, AD Fafe, GD Aves, FC Vizela, Gil Vicente FC, entre outros.

### Títulos
Benfica
- Campeonato de Lisboa: 1917/1918, 1919/1920